# NHK Trophy 2020
NHK Trophy 2020 – czwarte w kolejności zawody łyżwiarstwa figurowego z cyklu Grand Prix 2020/2021. Zawody odbywały się od 27 do 29 listopada 2020 roku w hali Namihaya Dome w Kadomie.
Ze względu na pandemię COVID-19 i ograniczenia w podróżowaniu międzynarodowym, Rada ISU zadecydowała, że we wszystkich zawodach z cyklu Grand Prix 2020/2021 wystąpią jedynie zawodnicy krajowi i ci, którzy trenują w danym kraju lub regionie geograficznym. Mając na uwadze krajowy charakter zawodów, Rada Międzynarodowej Unii Łyżwiarskiej zadecydowała również, że osiągnięte podczas tej edycji wyniki nie będą miały wpływu na pozycję w rankingu światowym, jak również nie będą brane pod uwagę jako minimalna ocena techniczna (TES) osiągnięta na międzynarodowych zawodach pod patronatem ISU. Ponadto osiągniętych wyników punktowych nie zaliczano do oficjalnych rekordów życiowych bądź rekordów świata.
We wszystkich konkurencjach dominowali Japończycy. W konkurencji solistów zwyciężył Yuma Kagiyama, zaś w konkurencji solistek Kaori Sakamoto. W parach tanecznych trumfowali Misato Komatsubara i Tim Koleto. Były to pierwsze, debiutanckie zawody Daisuke Takahashiego w parach tanecznych, który poprzednio zdobywał sukcesy międzynarodowe jako solista.	

## Terminarz
| Data         | Godzina                     | Konkurencja     | Segment          |
| ------------ | --------------------------- | --------------- | ---------------- |
| 27 listopada | 15:15 UTC+09:00 / 07:15 CET | Solistki        | Program krótki   |
| 27 listopada | 17:15 UTC+09:00 / 09:15 CET | Pary taneczne   | Taniec rytmiczny |
| 27 listopada | 19:05 UTC+09:00 / 11:05 CET | Soliści         | Program krótki   |
| 28 listopada | 15:25 UTC+09:00 / 07:25 CET | Solistki        | Program dowolny  |
| 28 listopada | 17:45 UTC+09:00 / 09:45 CET | Pary taneczne   | Taniec dowolny   |
| 28 listopada | 19:35 UTC+09:00 / 11:35 CET | Soliści         | Program dowolny  |
| 29 listopada | 14:15 UTC+09:00 / 06:15 CET | Pokazy mistrzów | Pokazy mistrzów  |

## Wyniki

### Soliści
| Poz. | Zawodnik             | Nota łączna | SP  | SP    | FS  | FS     |
| ---- | -------------------- | ----------- | --- | ----- | --- | ------ |
| 1    | Yuma Kagiyama        | 275,87      | 1   | 87,26 | 1   | 188,61 |
| 2    | Kazuki Tomono        | 226,62      | 2   | 83,27 | 3   | 143,35 |
| 3    | Lucas Tsuyoshi Honda | 217,56      | 3   | 79,22 | 6   | 138,34 |
| 4    | Keiji Tanaka         | 215,52      | 4   | 76,57 | 5   | 138,95 |
| 5    | Shun Satō            | 214,75      | 7   | 72,04 | 4   | 142,71 |
| 6    | Kao Miura            | 210,53      | 8   | 66,84 | 2   | 143,69 |
| 7    | Yuto Kishina         | 199,34      | 5   | 74,44 | 8   | 124,90 |
| 8    | Sōta Yamamoto        | 190,19      | 9   | 62,38 | 7   | 127,81 |
| 9    | Sena Miyake          | 185,50      | 6   | 74,34 | 9   | 111,16 |
| 10   | Nozomu Yoshioka      | 164,70      | 10  | 55,88 | 10  | 108,82 |
| WD   | Mitsuki Sumoto       | DNS         | DNS | DNS   | DNS | DNS    |

### Solistki
| Poz. | Zawodnik         | Nota łączna | SP | SP    | FS | FS     |
| ---- | ---------------- | ----------- | -- | ----- | -- | ------ |
| 1    | Kaori Sakamoto   | 229,51      | 1  | 75,60 | 1  | 153,91 |
| 2    | Wakaba Higuchi   | 200,98      | 2  | 69,71 | 4  | 131,27 |
| 3    | Rino Matsuike    | 198,97      | 4  | 65,74 | 2  | 133,23 |
| 4    | Mai Mihara       | 194,73      | 7  | 63,41 | 3  | 131,32 |
| 5    | Mako Yamashita   | 186,13      | 3  | 67,56 | 7  | 118,57 |
| 6    | Mana Kawabe      | 185,70      | 6  | 63,62 | 6  | 122,08 |
| 7    | You Young        | 181,73      | 12 | 55,56 | 5  | 126,17 |
| 8    | Yuhana Yokoi     | 176,49      | 5  | 65,18 | 8  | 111,31 |
| 9    | Marin Honda      | 162,57      | 9  | 58,30 | 11 | 104,27 |
| 10   | Tomoe Kawabata   | 162,24      | 8  | 59,83 | 12 | 102,41 |
| 11   | Nana Araki       | 162,15      | 10 | 57,45 | 10 | 104,70 |
| 12   | Chisato Uramatsu | 162,14      | 11 | 56,45 | 9  | 105,69 |

### Pary taneczne
| Poz. | Zawodnicy                         | Nota łączna | RD | RD    | FD | FD     |
| ---- | --------------------------------- | ----------- | -- | ----- | -- | ------ |
| 1    | Misato Komatsubara / Tim Koleto   | 179,05      | 1  | 70,76 | 1  | 108,29 |
| 2    | Rikako Fukase / Eichu Cho         | 157,89      | 3  | 63,46 | 2  | 94,43  |
| 3    | Kana Muramoto / Daisuke Takahashi | 157,25      | 2  | 64,15 | 3  | 93,10  |